# 사와이 안나
사와이 안나(영어: Anna Sawai, 일본어: 澤井 杏奈 アンナ サワイ[*], 1992년 6월 11일 ~ )는 일본의 배우, 가수, 댄서이다. 2013년부터 2018년까지 걸 그룹 FAKY의 리더 겸 리드 보컬로서도 활동했다.

## 출연 작품

### 영화
- 닌자 어쌔신 (2009) - 10대 키리코 역
- 분노의 질주: 더 얼티메이트 (2021) - 엘 역

### 텔레비전
- 기리/하지 (2019) - 에이코 역
- 파친코 (2022) - 나오미 역
- 쇼군 (2024) - 마리코 역
- 파친코 시즌2 (2024) - 나오미 역